# Jess Todd
Jess Ray Todd, né le 20 avril 1986 à Longview (Texas), est un joueur américain de baseball évoluant en Ligue majeure de baseball avec les Yankees de New York. Il débute en Ligue majeure le 5 juin 2009 sous les couleurs des Cardinals de Saint-Louis avant d'être échangé aux Indians le 27 juin 2009, puis passe aux Yankees en mai 2011. Après la saison 2010, il compte 25 matchs joués pour une moyenne de points mérités de 7,62.

## Carrière
Après sa carrière universitaire au Navarro College puis chez les Arkansas Razorbacks, Jess Todd est drafté au deuxième tour de sélection par les Cardinals de Saint-Louis en 2006.
En 2008, il commence la saison en Ligue mineure au niveau A et l'achève au niveau AAA sous les couleurs des Memphis Redbirds, club-école des Cardinals. A la mi-saison, il joue le All-Star Futures Game au Yankee Stadium.
Jess Todd commence la saison 2009 en AAA puis débute en Ligue majeure avec les Cardinals de Saint-Louis le 5 juin 2009. Cette première est catastrophique, Todd accordant trois coups sûrs en moins de deux manches complètes. Il est alors reversé en Ligues mineures.
Échangé le 27 juin aux Indians de Cleveland à l'occasion du transfert de Mark DeRosa, Todd joue son premier match sous l'uniforme des Indians le 5 août. Il prend part à 19 matches avec les Indians lors de la fin de la saison 2009.
Le 6 mai 2011, Todd est réclamé au ballottage par les Yankees de New York,.

## Statistiques
| Saison | Équipe    | G  | GS | CG | SHO | V | D | SV | IP   | SO | ERA   |
| ------ | --------- | -- | -- | -- | --- | - | - | -- | ---- | -- | ----- |
| 2009   | St-Louis  | 1  | 0  | 0  | 0   | 0 | 0 | 0  | 1.2  | 2  | 10,80 |
| 2009   | Cleveland | 19 | 0  | 0  | 0   | 0 | 1 | 0  | 20.2 | 18 | 7,40  |
| 2010   | Cleveland | 5  | 0  | 0  | 0   | 0 | 0 | 0  | 6.0  | 9  | 7,50  |
| Totaux | Totaux    | 25 | 0  | 0  | 0   | 0 | 1 | 0  | 28.1 | 29 | 7,62  |

Note : G = Matches joués ; GS = Matches comme lanceur partant ; CG = Matches complets ; SHO = Blanchissages ; 
V = Victoires ; D = Défaites ; SV = Sauvetages ; IP = Manches lancées ; SO = Retraits sur des prises ; ERA = Moyenne de points mérités.